# Kamso Mara
Kamso Mara (* 24. prosince 1994 Konakry) je guinejský fotbalový záložník.

## Klubová kariéra
Mara začínal s fotbalem ve Francii, v sezoně 2016/17 působil v klubu Hyères FC, který hrál 4. nejvyšší francouzskou soutěž a v červenci 2017 podepsal smlouvu ve Vlašimi. Ve Vlašimi ale dlouho nehrál, v lednu 2018 šel na hostování do prvoligové Jihlavy. V první lize debutoval 9. března 2018 v utkání 20. kola na hřišti pražské Dukly, když v 84. minutě vystřídal Urblíka. První gól vstřelil 21. dubna Bohemians. Na konci sezony Jihlava na Maru uplatnila opci, Mara si už zde ale nezahrál, jelikož se 19. července 2018 stal posilou Slovanu Liberec. S Libercem se v roce 2020 probojoval až do finále poháru, kde ovšem prohráli 1:2 se Spartou. Od roku 2021 působil také v Bejtar Jeruzalém FC, kam odešel na roční hostování, odehrál 16 zápasů a nevstřelil ani jeden gól. Na začátku roku 2023 mu skončila smlouva v klubu FC Slovan Liberec a v srpnu téhož roku přestoupil jako volný hráč do druholigové Zbrojovky Brno.